# Commission spéciale sur les défis politiques et les ressources budgétaires pour une Union européenne durable après 2013
La commission spéciale sur les défis politiques et les ressources budgétaires pour une Union européenne durable après 2013 est une commission spéciale du Parlement européen.